# Glyptemys insculpta
Glyptemys insculpta là một loài rùa trong họ Emydidae, chúng sống tại Bắc Mỹ. Loài này được Le Conte mô tả khoa học đầu tiên năm 1830.

## Hình ảnh

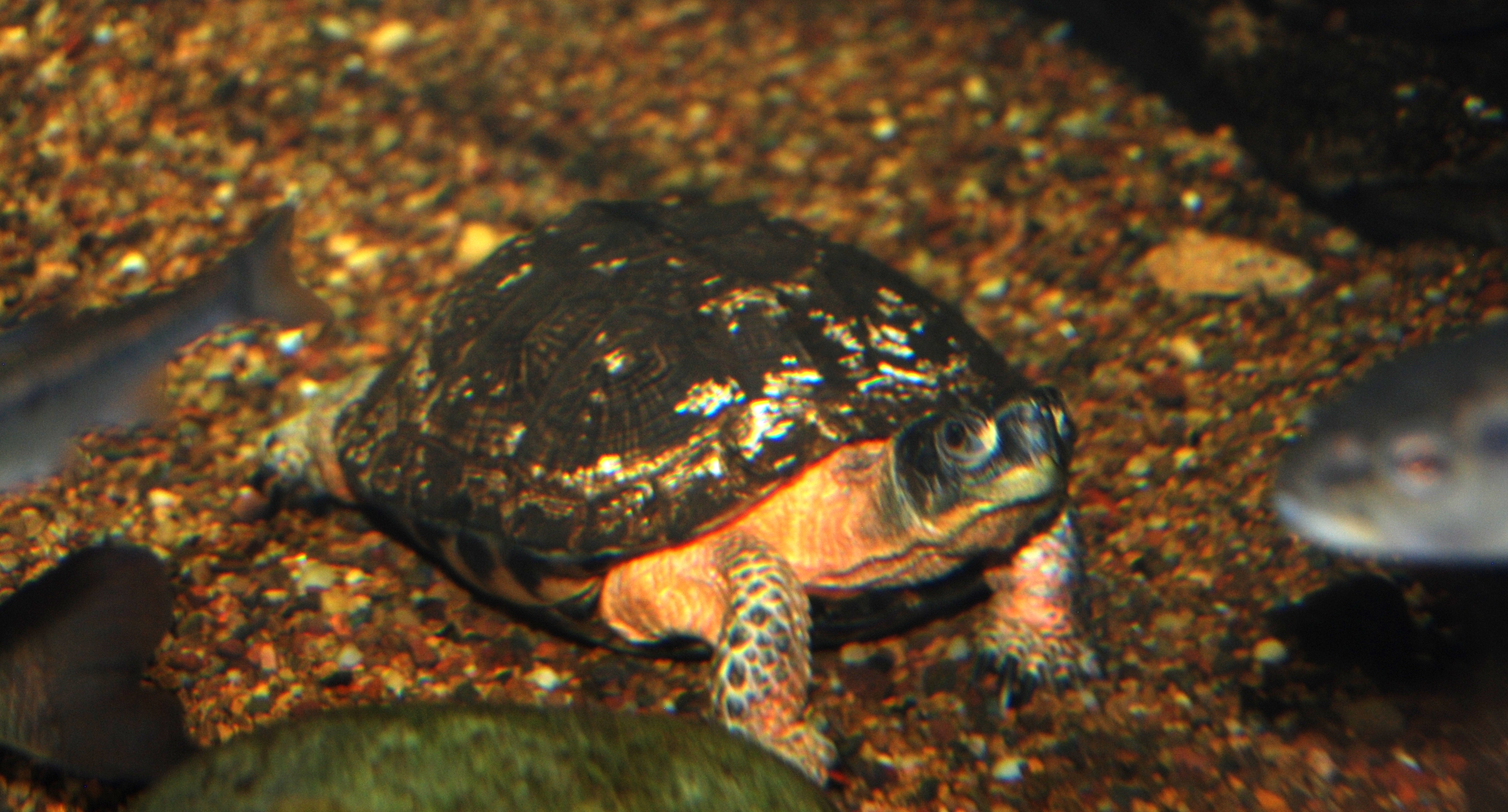
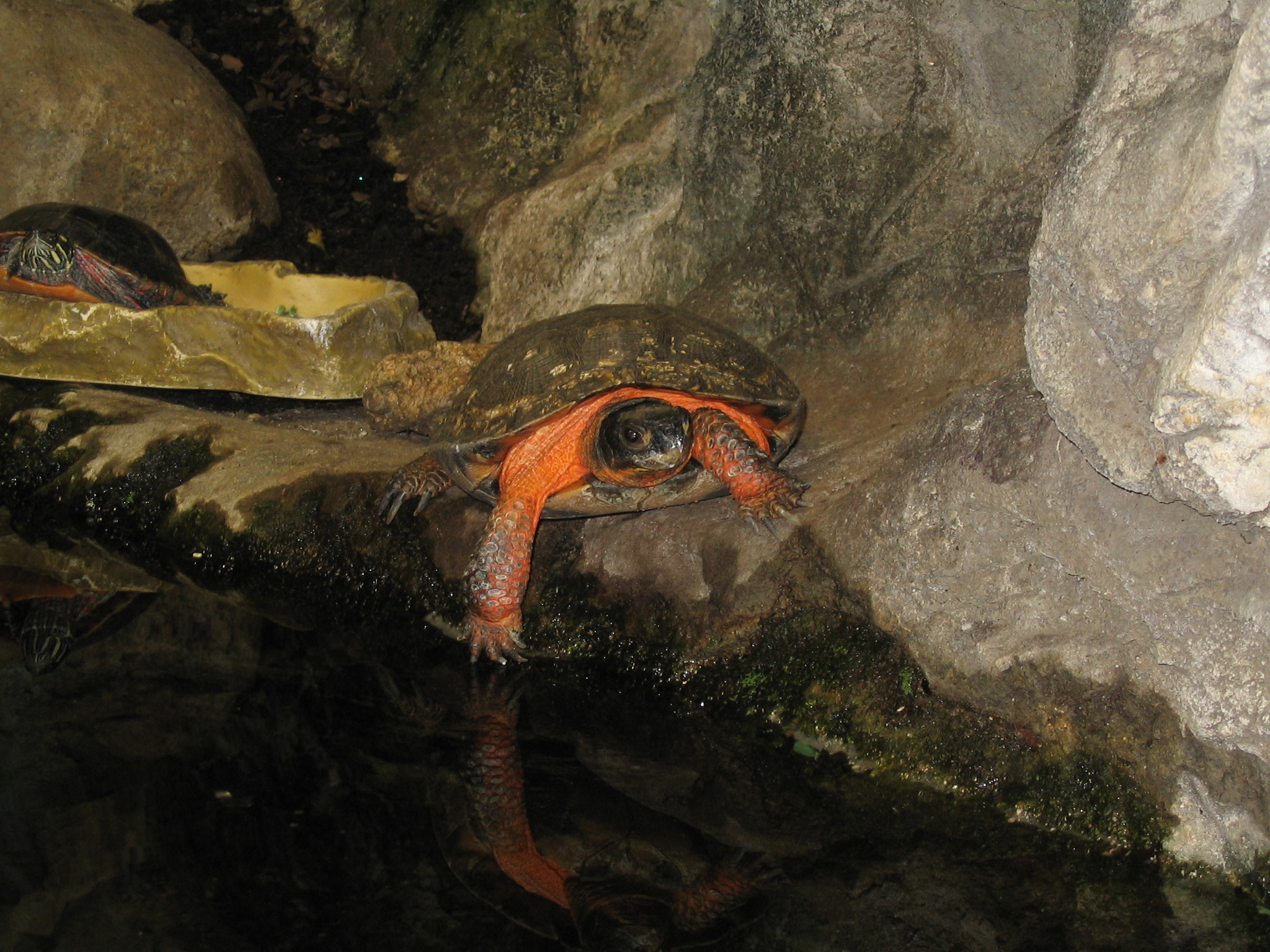
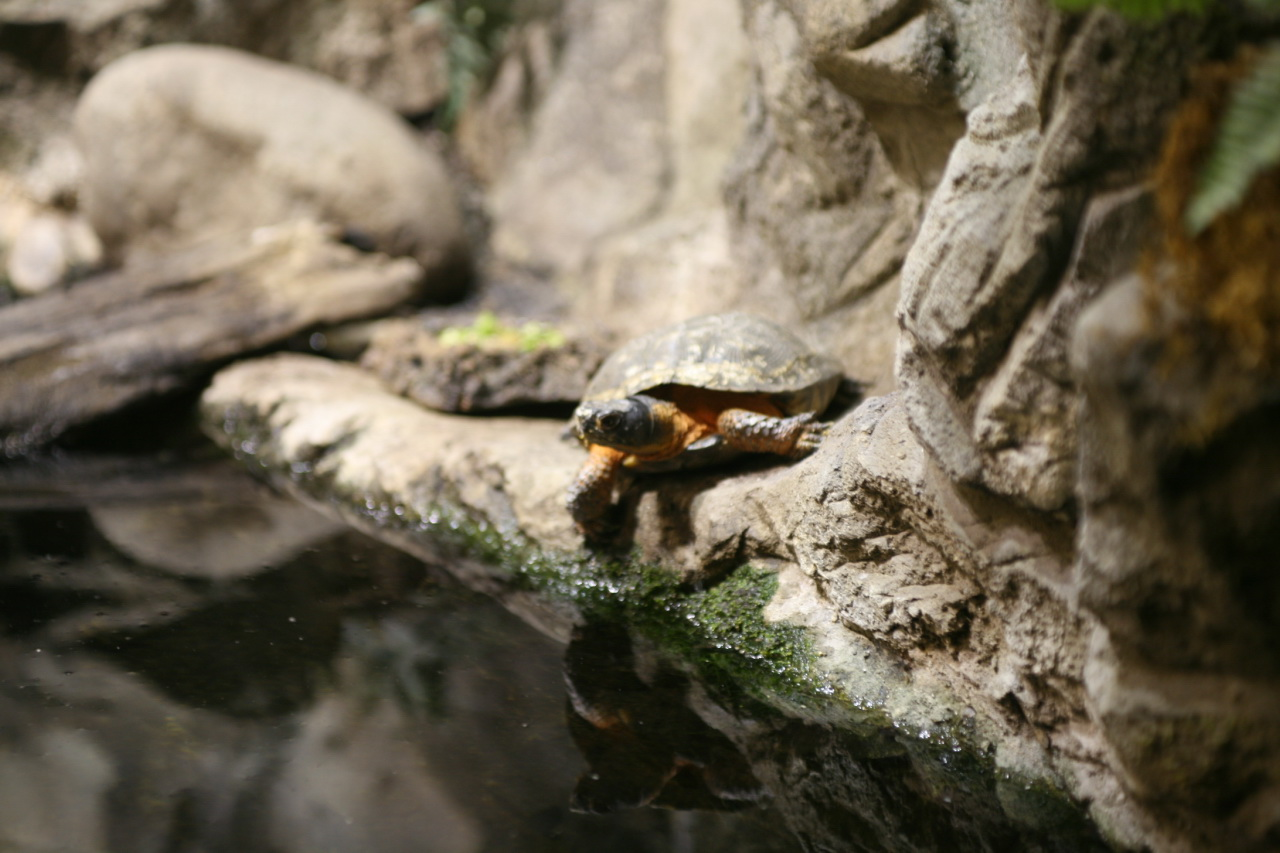